# Antheraea surakarta
Antheraea surakarta är en fjärilsart som beskrevs av Moore 1862. Antheraea surakarta ingår i släktet Antheraea och familjen påfågelsspinnare. Inga underarter finns listade i Catalogue of Life.